# Aartsdiaken

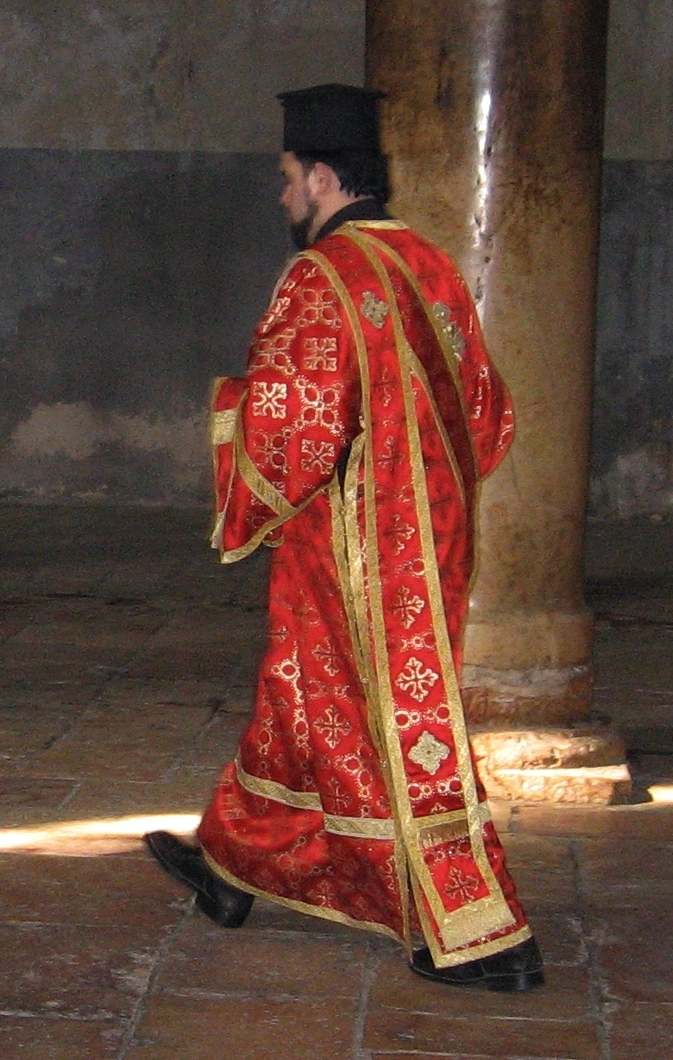
Griekse diaken

Een aartsdiaken is tegenwoordig een eretitel in de Rooms-Katholieke Kerk, die door de bisschop wordt toegekend aan een geestelijke met bepaalde bestuursbevoegdheden.

## Functie in de 4e-7e eeuw
Oorspronkelijk was de aartsdiaken de gevolmachtigde van de bisschop, die ook de leiding had bij het verdelen van de aalmoezen. Geleidelijk werd hij met belangrijker bestuurszaken belast, zoals het bezoeken van de parochies. Ook trad hij op als vertegenwoordiger van de bisschop bij concilies.

## Functie in de 8e-10e eeuw
In de 8e eeuw werd de functie van aartsdiaken belangrijker. Hij werd de vertegenwoordiger van de bisschop in een bepaald bisdom. Hij bezat een gedelegeerde macht wat inhield dat hij wijdings-, bestuurs en rechtsmacht had. In het bisdom Utrecht was in de 8e eeuw zo'n persoon werkzaam met de titel koorbisschop.

## Functie in de 11e-18e eeuw
In de elfde eeuw werd de aartsdiaken een kerkelijke functionaris die in een bepaald district (aartsdiakonaat) een zelfstandige macht uitoefende. Hij stond aan het hoofd van een aartsdiakonaat. Een van de taken van de aartsdiaken was het houden van het seendgerecht, de laagste kerkelijke rechtbank. In de Franse tijd werden de aartsdiakonaten opgeheven waarmee ook deze functie van aartsdiaken verdween.

## Huidige betekenis van aartsdiaken
Tegenwoordig is aartsdiaken een eretitel voor vicarissen of voor de deken van het kapittel. Het aartsbisdom Parijs kende nog tot 1966 aartsdiakens en de Anglicaanse Kerk kent nu nog aartsdiakens.

## Orthodoxe Kerk en Oosters-Katholieke Kerk
Liturgisch zijn alle diakens gelijk. Maar ze hebben een onderscheidende rang en dienen naar anciënniteit bij de kerkdiensten.
In de orthodoxe kerk en de oosters-katholieke kerken is de aartsdiaken een gewijde diaken die een oudere positie met verantwoordelijkheden en eer heeft, bij de geestelijkheid die valt onder de plaatselijke bisschop. In de Russische traditie, is een aartsdiaken een monnik, behorend tot de celibataire zwarte geestelijkheid. Dit om hem te onderscheiden van dezelfde oudere positie en eer die de protodiaken, behorend tot de gehuwde witte geestelijkheid, heeft. In de Griekse traditie, waar de titel van protodiaken niet bestaat, behoort een aartsdiaken tot de gehuwde of celibataire geestelijkheid. Er is normaal gesproken maar één aartsdiaken of protodiaken per klooster/parochie in een bisdom.